# Dia da Constituição (Brasil)
No Brasil, o Dia da Constituição é celebrado anualmente em 25 de março, em comemoração ao estabelecimento da constituição brasileira de 1824, a primeira do país.